# Vitstjärtad tropikfågel
Vitstjärtad tropikfågel (Phaethon lepturus) är en av tre fågelarter i familjen tropikfåglar inom ordningen tropikfåglar. Den förekommer i tropiska delar av Atlanten, Indiska oceanen och Stilla havet österut till Hawaii. Arten minskar i antal, dock inte tillräckligt kraftigt för att anses vara hotad.

## Utseende
Tropikfåglar är säregna huvudsakligen havslevande tärnliknande fåglar som precis som namnet avslöjar trivs i subtropiska och subtropiska områden. De tre arterna är huvudsakligen vita, har förlängda mellersta stjärtfjädrar och fötter placerade så långt bak på kroppen att de inte kan gå på land.
Vitstjärtad tropikfågel är mindre och mer gracil än de andra två arterna rödnäbbad tropikfågel (P. aethereus) och rödstjärtad tropikfågel (P. rubricauda), med en kroppslängd på 39 centimeter. Adult fågel har gul eller orange näbb, ett svart band diagnonalt över vingen och vita förlängda stjärtfjädrar. Ungfågeln, som har kort stjärt, är gulnäbbad och med mer svart på handpennorna än ung rödstjärtad tropikfågel. Underarten fulvus (se nedan) har en guld- eller aprikosfärgad anstrykning på hela kroppen.

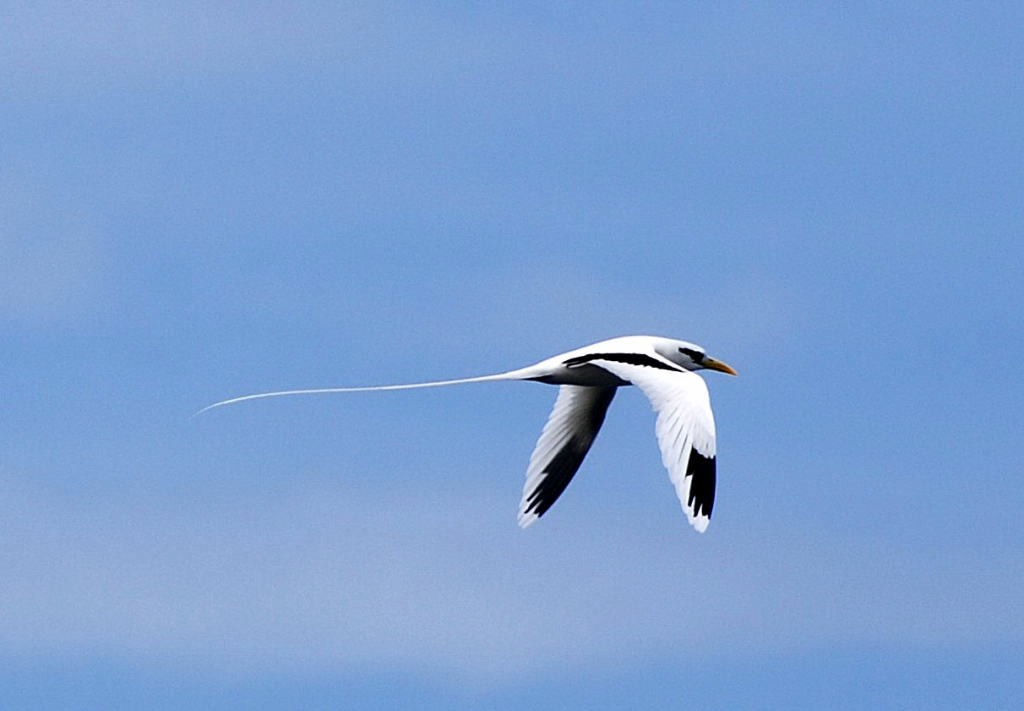

## Utbredning och systematik
Vitstjärtad tropikfågel delas in i sex underarter med följande utbredning:
- Phaethon lepturus lepturus – häckar på öar i Indiska oceanen
- Phaethon lepturus fulvus – häckar på Christmas Island i Indiska oceanen
- Phaethon lepturus europae – häckar på ön Europa i södra Moçambiquekanalen
- Phaethon lepturus catesbyi – häckar på öar i tropiska Atlanten
- Phaethon lepturus dorotheae – häckar på öar i tropiska västra Stilla havet från Hawaii till Nya Kaledonien
- Phaethon lepturus ascensionis – häckar på öarna Fernando de Noronha och Ascension

En återkommande individ observerades i Azorerna 2011-2013. En vitstjärtad tropikfågel som hittades på stranden vid Mawbray Bank, Cumbria, Storbritannien tros inte ha nått dit på naturlig väg.

## Ekologi
Vitstjärtad tropikfågel hittas i tropiska och subtropiska hav där den lever pelagiskt, men jämfört med de andra två tropikfåglarna ses den oftare utmed kusten. Den häckar på små och avlägsna öar, gärna på otillgängliga platser på en klippa. Ibland häckar den i träd. Underarten fulvus har noterats häcka i nerlagda fosfatgruvor och till och med på gruvutrustning.
Arten häckar i lösa kolonier lite när som helst under året. Boet placeras i en klippskreva eller en skyddad plats på marken. Den lägger ett enda ägg som ruvas i 40-42 dagar. Ungarna är flygga efter 70-85 dagar.

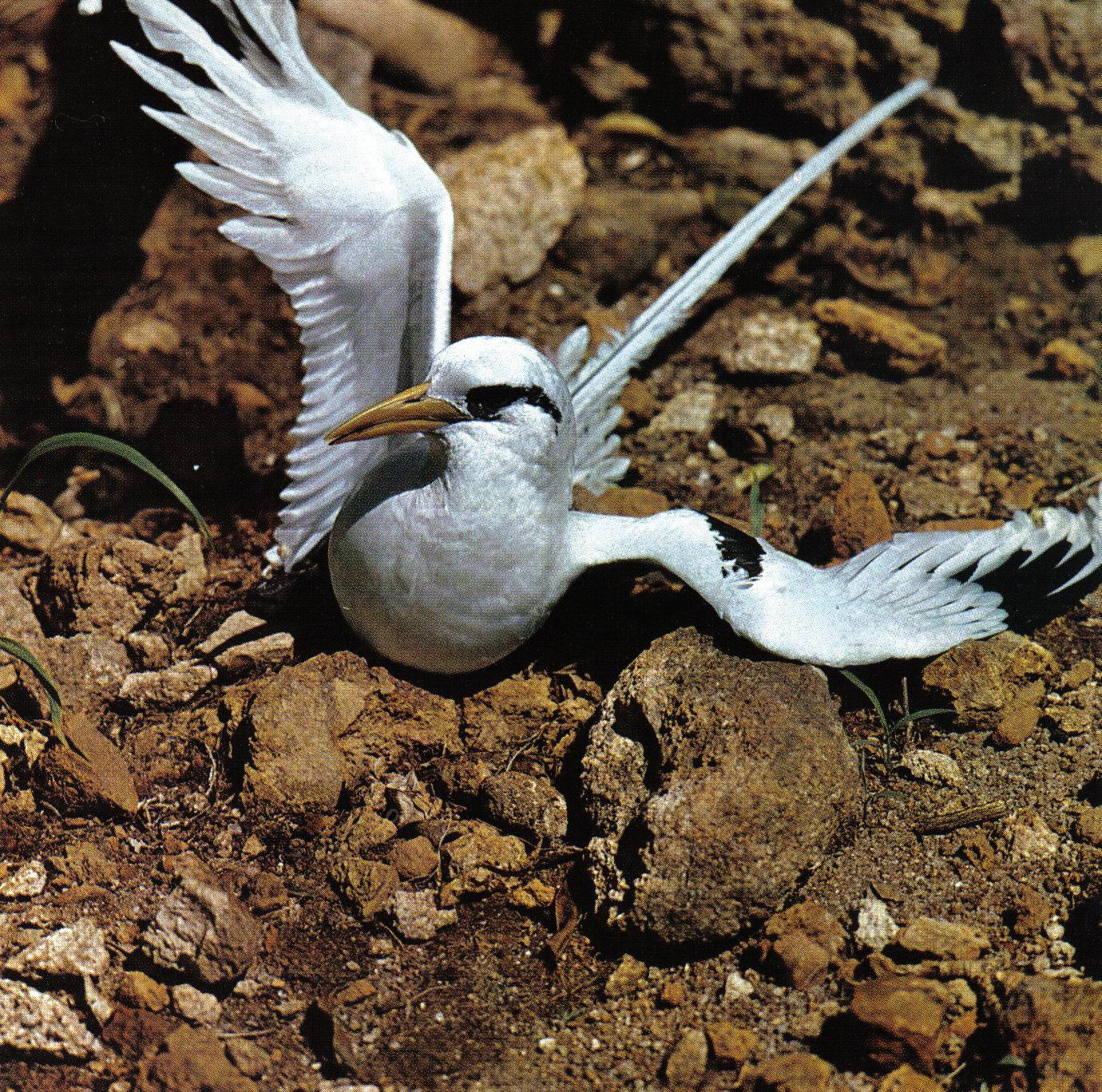
Häckande vitstjärtad tropikfågel i Seychellerna.

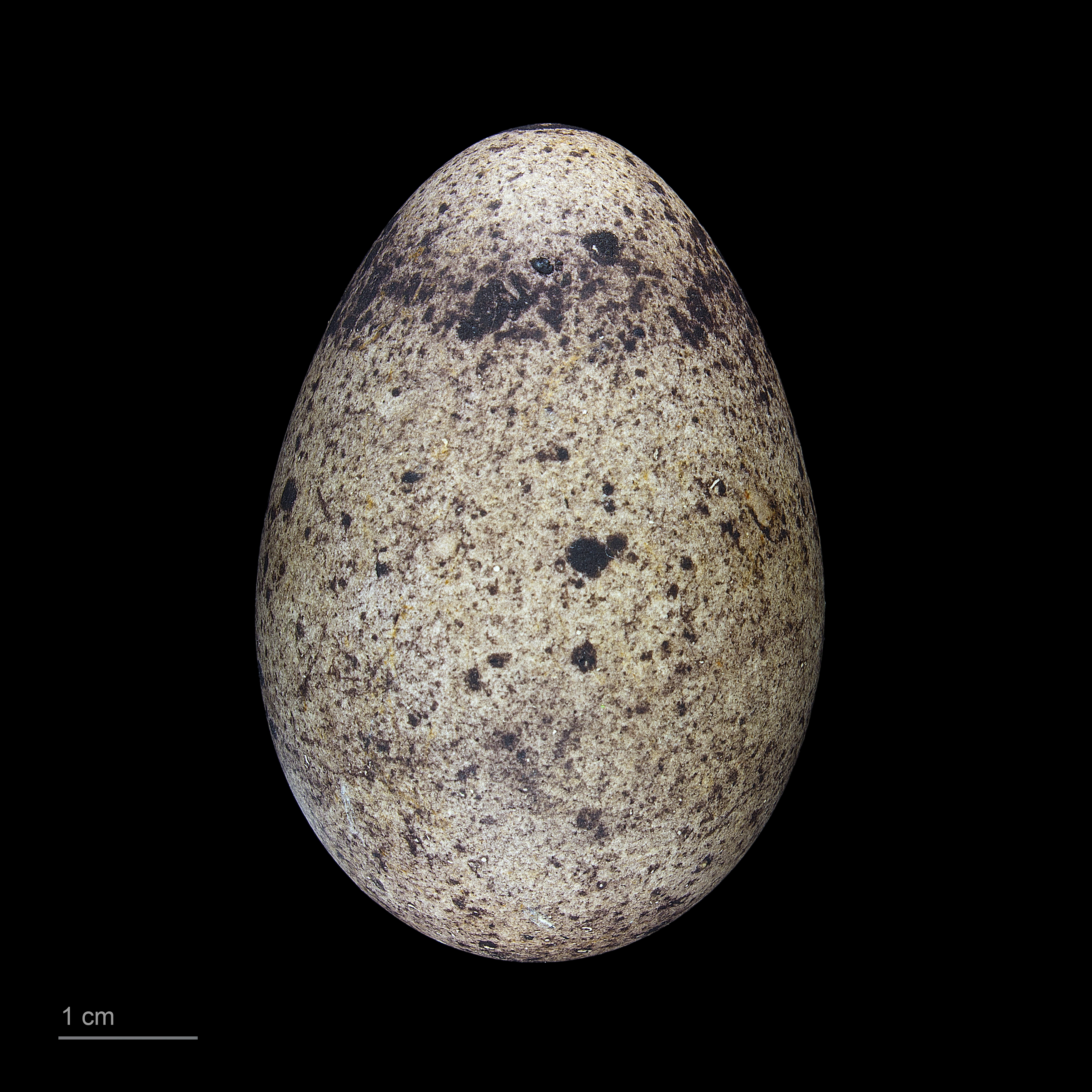
Vitstjärtade tropikfågelns ägg.

Fågeln lever av fisk, framför allt flygfisk, men även bläckfisk och kräftdjur. Den födosöker oftast genom att dyka från hög höjd, upp till 20 meter över vattenytan, men flygfisk kan tas i flykten. Den ses ofta i närheten av ytnära jägare som delfiner och tonfisk för att fånga småfisk som dessa jagar upp.

## Status och hot
Arten har ett stort utbredningsområde och en stor population, men tros minska i antal, dock inte tillräckligt kraftigt för att den ska betraktas som hotad. IUCN kategoriserar därför arten som livskraftig (LC). Världspopulationen uppskattas till 400 000 vuxna individer.

## Namn
Fågelns vetenskapliga artnamn lepturus betyder "slankstjärtad", efter grekiska leptos för "slank" eller "gracil" samt oura, "stjärt".